# Dimidiochromis
Dimidiochromis ist eine Gattung afrikanischer Buntbarsche (Cichlidae). Sie kommen endemisch im Malawisee in Ostafrika vor und leben dort als piscivore Raubfische.

## Merkmale
Dimidiochromis-Arten sind großköpfig, langgestreckt und seitlich stark abgeflacht. Sie werden 20 bis 30 cm lang. Charakteristisch für die Gattung sind der vorstehende, tiefe Unterkiefer mit einem ausgeprägten Kinn, sowie das auffällige Längsband in der Mitte der Körperseiten, worauf der wissenschaftliche Name der Gattung hinweist (Lat.: „dimidiatus“ = in zwei Hälften geteilt + Chromis (Gattung von Riffbarschen, in der früher auch Buntbarsche beschrieben wurden)). 
Wie die meisten Buntbarsche des Malawisees sind die Dimidiochromis-Arten ovophile Maulbrüter. Sie kommen überwiegend über den Sandzonen vor und ernähren sich vor allem von kleineren Sandcichliden und von Jungfischen.

## Arten
Es gibt vier Arten, die teilweise nur schwer voneinander zu unterscheiden sind.
- Messerbuntbarsch (Dimidiochromis compressiceps Boulenger, 1908)
- Dimidiochromis dimidiatus (Günther, 1864)
- Dimidiochromis kiwinge (Ahl, 1926)
- Dimidiochromis strigatus (Regan, 1922)